# Centenarystadion
Het Centenarystadion  (Maltees: il-Grawnd taċ-Ċentinarju) is een multifunctioneel stadion in Ta' Qali, een stad in Malta.
Het stadion wordt vooral gebruikt voor voetbalwedstrijden, het Maltese voetbalelftal onder 21 maakt gebruik van dit stadion. Ook worden hier wedstrijden gespeeld van clubs die in de Maltese Premier League spelen. In het stadion is plaats voor 2.000 toeschouwers. Het stadion werd geopend in 1999.